# Exploration de Mercure

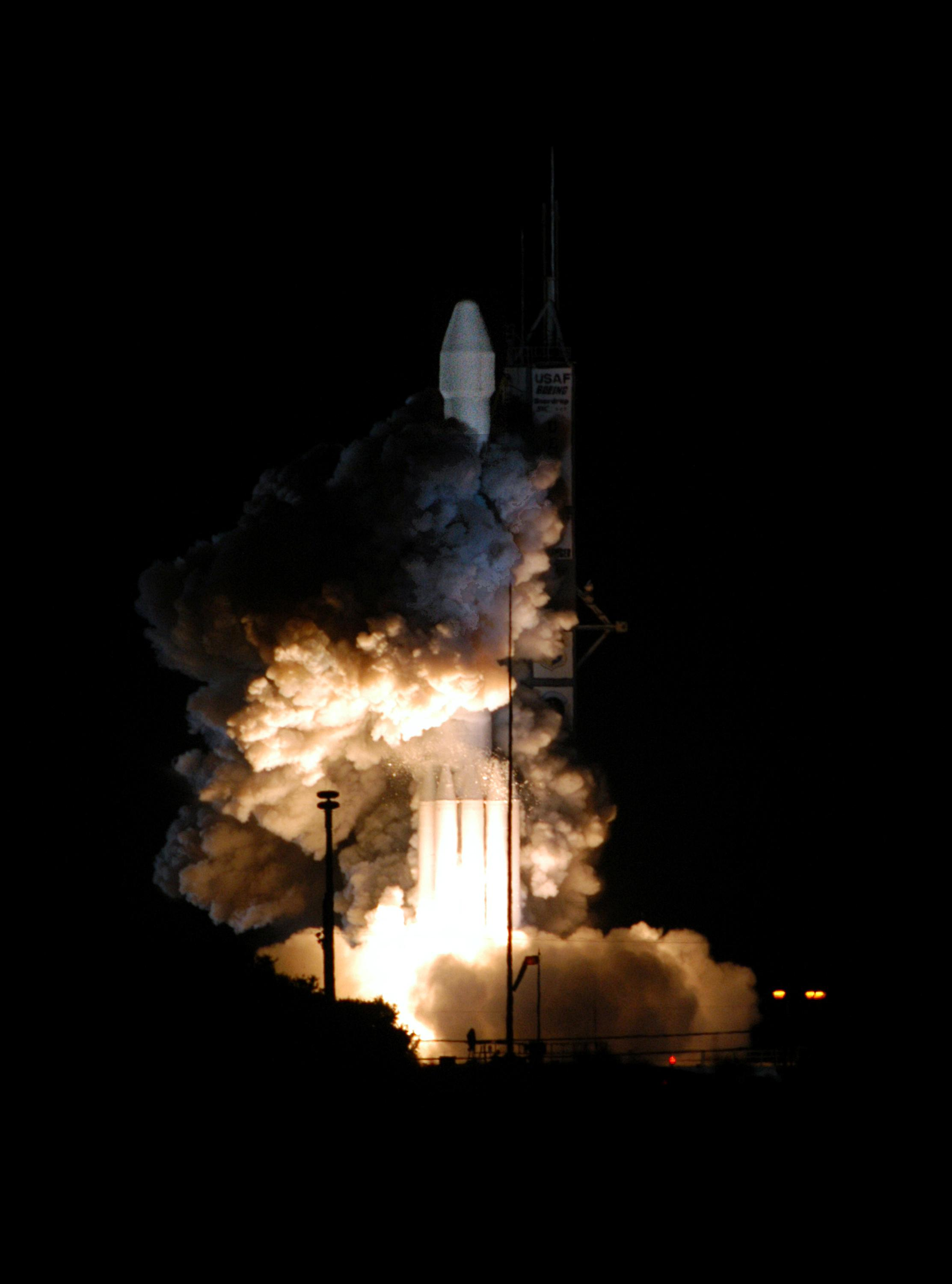
Lancement de la sonde spatiale MESSENGER.

L'exploration de Mercure à l'aide de sondes spatiales est tardive car la planète intéresse moins les scientifiques que Mars et Vénus et elle représente une destination difficile à atteindre du fait de la proximité du Soleil. 
En 2016, seules deux sondes spatiales de la NASA ont étudié la planète, Mariner 10 qui a effectué de simples survols en 1974 et 1975 et MESSENGER lancée en 2004 qui en a fait une étude détaillée entre 2011 et 2015 après s'être mis en orbite. Une troisième mission baptisée BepiColombo et développée conjointement par l'Agence spatiale européenne et l'Agence spatiale japonaise lancée le 19 octobre 2018 pour atteindre Mercure en 2024. 
La principale découverte de ces missions menées relativement à proximité de la planète (rapprochement jusqu'à 200 km du sol) porte sur la présence d'un champ magnétique qui semble indiquer que Mercure dispose d'un noyau encore partiellement liquide contrairement aux hypothèses initiales.

## Une planète difficile à atteindre
Mercure est la planète la plus proche du Soleil et la moins massive du Système solaire. Son éloignement au Soleil est compris entre 0,31 et 0,47 ua (46 à 70 millions de kilomètres). Mercure a la particularité d'être en résonance spin-orbite 3:2 : sa période de révolution (~88 jours) vaut exactement 1,5 fois sa période de rotation autour du soleil (~59 jours), et donc la moitié d'un jour solaire sur la planète (~176 jours).
Mercure est une planète tellurique, comme le sont également Vénus, la Terre et Mars. Elle est près de trois fois plus petite, et presque vingt fois moins massive que la Terre, mais presque aussi dense qu'elle, avec une gravité de surface pratiquement égale à celle de Mars, qui est pourtant près de deux fois plus massive. Mercure est quasiment sphérique. Elle est dépourvue de véritable atmosphère, sa surface est très fortement cratérisée, et globalement similaire à la face cachée de la Lune, le signe qu'elle est géologiquement inactive en surface depuis des milliards d'années.
La mise en orbite d'une mission spatiale autour de la planète Mercure nécessite de faire face à deux difficultés que seules des évolutions relativement récentes de la technique astronautique ont permis de surmonter. 

### Insertion en orbite
Pour se placer en orbite autour de Mercure en suivant une trajectoire directe, une sonde lancée depuis la Terre doit, en vol direct (orbite de Hohmann) réduire fortement sa vitesse orbitale (de 13 km/s pour un départ depuis une orbite à 300 km de la surface de la Terre vers une orbite à 200 km de la surface de Mercure) sans compter l'énergie nécessaire pour se placer dans le plan orbital de Mercure, qui est incliné de 7° par rapport à l’écliptique. Le recours à une trajectoire directe est donc particulièrement coûteux. 
Au milieu des années 1980, les progrès dans le domaine de la mécanique spatiale rendent ce type de mission réalisable à un coût raisonnable grâce à un enchainement de manœuvres d’assistance gravitationnelle. 

### Proximité du Soleil
La proximité du Soleil constitue la deuxième difficulté d’une mission vers Mercure : une sonde orbitant autour de la planète reçoit onze fois plus d’énergie du Soleil que lorsqu’elle se situe sur une orbite terrestre et le sol de Mercure sur sa face éclairée réfléchit une grande partie de la chaleur qu’il reçoit du Soleil, accroissant les contraintes thermiques subies par un engin croisant à basse altitude.

Trajectoire de la sonde spatiale MESSENGER : la sonde spatiale survole à six reprises des planètes qui lui fournissent l'assistance gravitationnelle nécessaire pour atteindre Mercure.

## Histoire

### Mission Mariner 10 (1973-1975)

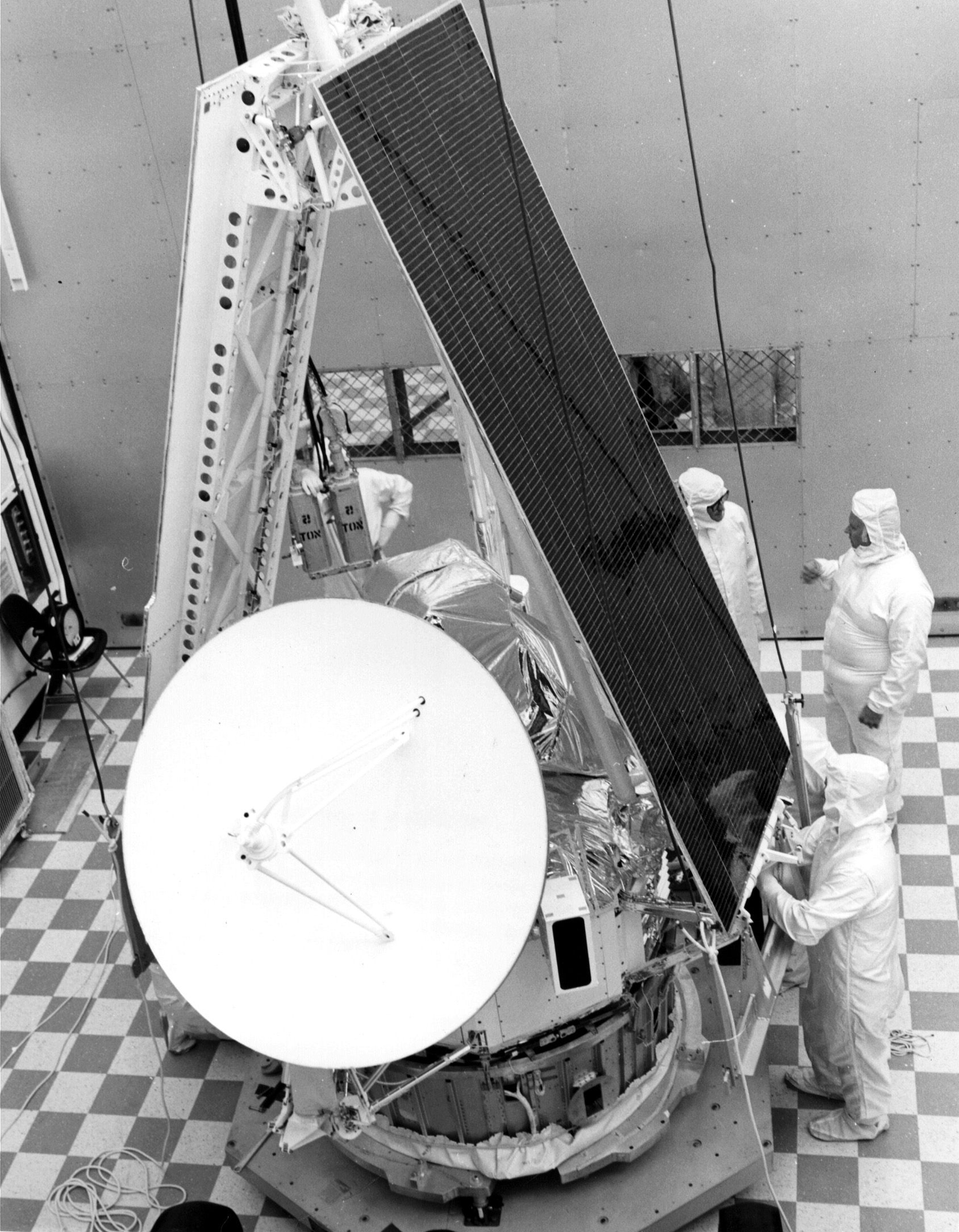
Mariner 10 peu avant son lancement.

Mariner 10, développé par l'agence spatiale américaine, la NASA, et lancé le 3 novembre 1973, est le premier engin spatial qui s'approche de Mercure. Il survole la planète à trois reprises en 1974 et 1975. Pour atteindre la planète, la sonde utilise pour la première fois la technique de l’assistance gravitationnelle en passant à faible distance de la planète Vénus. Équipée d’une caméra, d’un magnétomètre et de plusieurs spectromètres, Mariner 10 a permis notamment la découverte d’un champ magnétique significatif et de la forte densité de la planète révélatrice d’un noyau ferreux de grande taille. Les télescopes terrestres les plus puissants n’avaient pas permis d’obtenir des images de qualité de la surface, du fait de la proximité et de l’alignement avec le Soleil. Les photos prises par Mariner 10 ont permis de cartographier près de 45 % de la surface de la planète avec une résolution d’environ 1 km et révéler une surface ancienne couverte de cratères à l’apparence très proche de celle de la Lune.

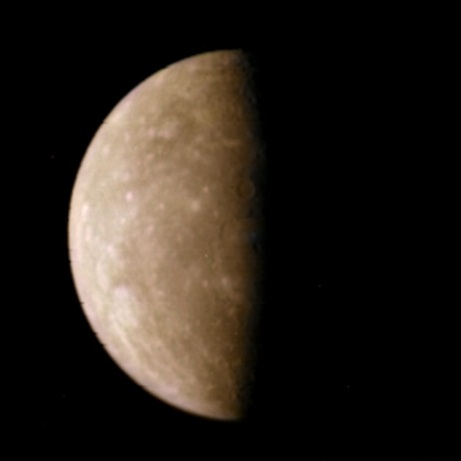
Mercure en vraies couleurs
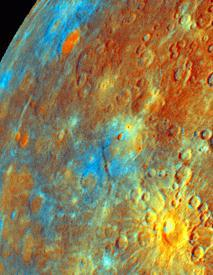
Mercure en fausses couleurs
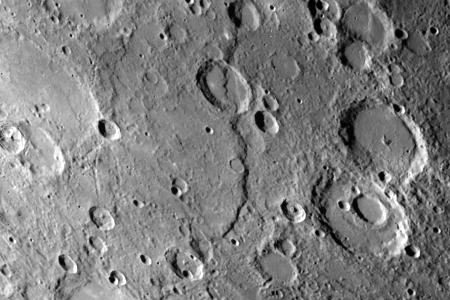
L'escarpement Discovery Scarp

### Mission MESSENGER (2004-2015)
MESSENGER, projet sélectionné par la NASA en 1999, est la septième mission du programme Discovery qui rassemble des projets d’exploration du système solaire à coût modéré et durée de développement courte. La sonde, dont la masse, ergols compris, est de 1,1 tonne, emporte sept instruments scientifiques dont plusieurs spectromètres, un altimètre laser, un magnétomètre et des caméras. Les spécifications techniques de la sonde et l’orbite retenue pour la partie scientifique de la mission sont largement dictées par les températures qui peuvent atteindre 350 °C. La sonde doit effectuer ses relevés depuis une orbite polaire fortement elliptique de 200 km × 15 000 km. 

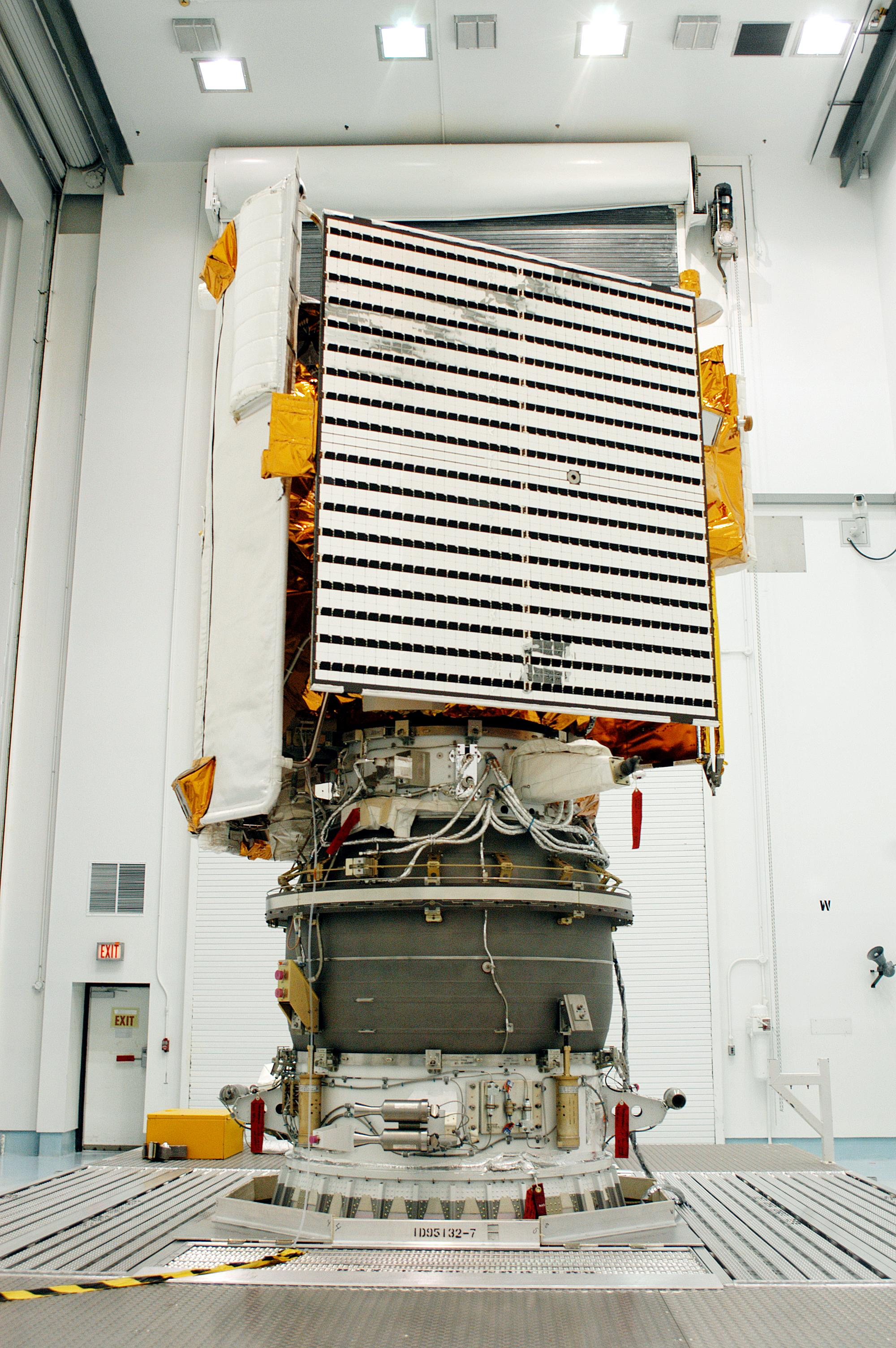
La sonde spatiale sur son lanceur.

La mission MESSENGER est lancée en 2004 et devient la première sonde spatiale à se placer en orbite autour de Mercure le 18 mars 2011. Pour y parvenir, elle effectue durant son transit six survols rapprochés des planètes intérieures (la Terre, Vénus à deux reprises et Mercure à trois reprises) avec quelques corrections de trajectoire intermédiaires, ce qui lui a permis de limiter la masse de carburant embarqué par la sonde à un peu plus de 50 % de sa masse totale. 
L’objectif de la mission est d’effectuer une cartographie complète de la planète, d’étudier la composition chimique de sa surface et de son exosphère, son histoire géologique, sa magnétosphère, la taille et les caractéristiques de son noyau ainsi que l’origine de son champ magnétique. 
Les instruments de la sonde spatiale fournissent un grand nombre d'informations scientifiques : la couverture photographique de la planète, désormais complète, a révélé des formations qui n'ont jusqu'à présent pas trouvé d'explications ; plusieurs découvertes inattendues sur la composition du sol de Mercure ont été effectuées tandis que le champ magnétique mesuré a confirmé la présence d'un noyau partiellement liquide. De la glace d'eau a été détectée dans les régions polaires plongées en permanence dans l'ombre. 
La fin de la mission fixée initialement à mars 2011 est repoussée jusqu'en avril 2015 et dans la phase finale, la sonde spatiale est placée sur une orbite plus rapprochée permettant d'allonger le temps d'observation de ses instruments et d'accroitre la résolution des données. MESSENGER, après avoir épuisé les ergols utilisés pour maintenir son orbite, s'est écrasée sur le sol de Mercure le 30 avril 2015.

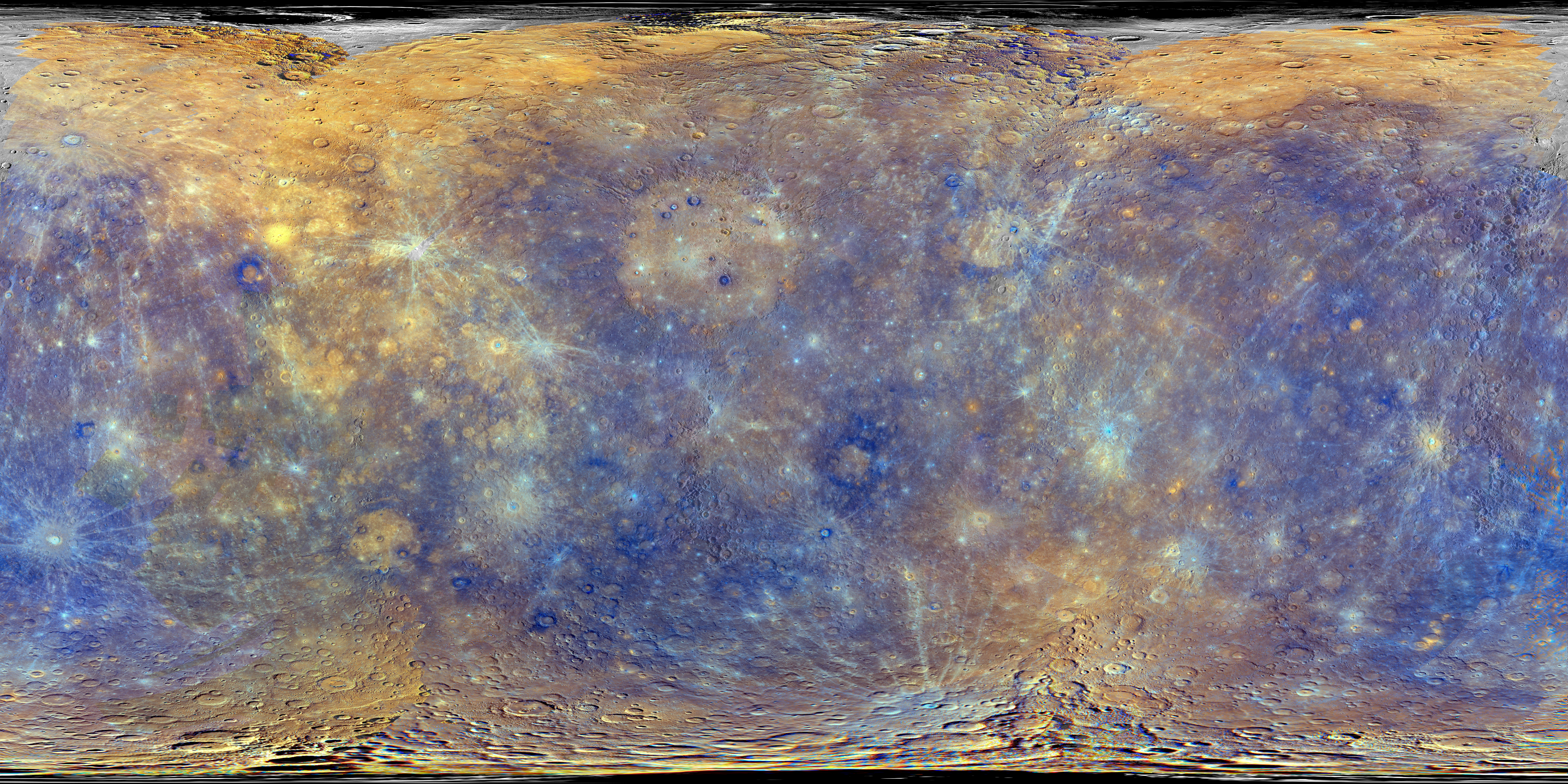
Carte en fausses couleurs de Mercure mettant en évidence les différences de composition des roches de surface.

### Mission BepiColombo (2017-2026)

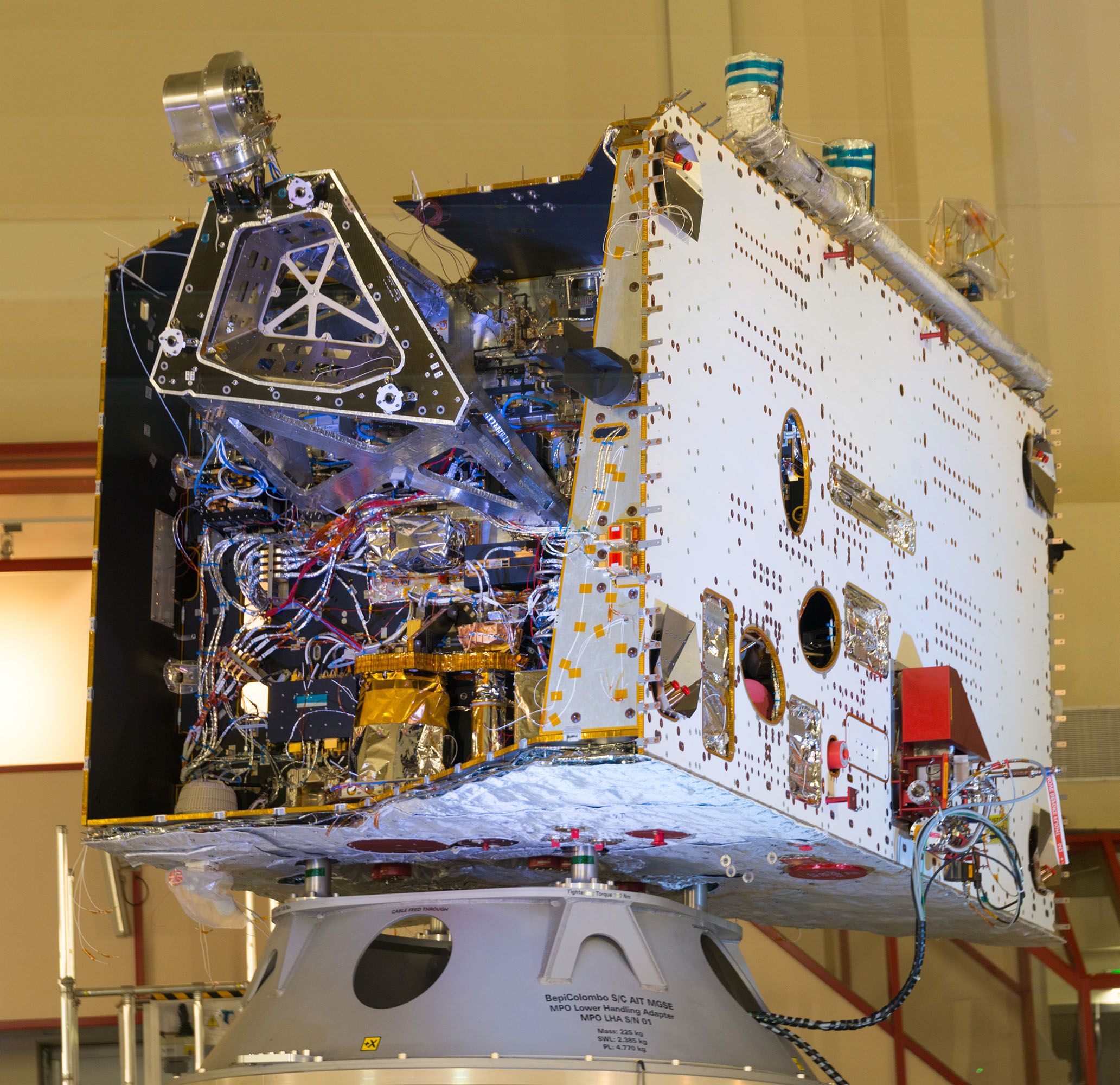
Le module MPO de BepiColomboB.

L'Agence spatiale européenne développe avec l'Agence spatiale japonaise la mission BepiColombo dont le lancement initial était planifié en 2017 et qui doit atteindre la planète en 2025. La mission prévoit de placer deux engins spatiaux en orbite autour de Mercure : MPO (Mercury Planetary Orbiter) a pour objectif principal l'étude de l'intérieur et de la surface de la planète Mercure tandis que MMO (Mercury Magnetospheric Orbiter) étudie le champ magnétique, la magnétosphère, l'exosphère ainsi que des ondes et des particules situées dans l'environnement immédiat de la planète. Initialement, la mission devait comprendre un troisième engin qui devait se poser sur le sol de Mercure mais celui-ci a été abandonné pour des raisons budgétaires. 
Ces deux sondes sont envoyées par un lanceur Ariane 5 le 19 octobre 2018. Elles rejoignent Mercure environ huit ans plus tard pour l'étudier durant une année. 
Les objectifs de la mission portent sur la nature du noyau de Mercure (liquide ou solide), la possible présence de glace au fond des cratères constamment à l'ombre, la formation du système solaire et l'évolution en général d'une planète au voisinage de son étoile. Des mesures très précises du mouvement de Mercure sont également effectuées afin de vérifier la théorie de la relativité générale, à l'origine des anomalies observées dans son orbite.

## Projets abandonnés ou à l'étude
Mercury-P est un projet de mission étudié par l'Institut de recherche spatiale de l'Académie des sciences de Russie depuis 2008. Le projet comprend un orbiteur et un petit robot destiné à circuler à la surface. Après avoir envisagé un lancement vers 2024, le projet a été repoussé et ne figure plus en 2016 parmi les missions projetées par la Russie.

## Historique des missions et des projets

### Missions achevées, en cours ou en développement
| Mission     | Statut     | Lancement | Arrivée | Fin de mission                 | Type     | Principales réalisations |
| ----------- | ---------- | --------- | ------- | ------------------------------ | -------- | --- |
| Mariner 10  | Succès     | 1973      | 1974    | 1975                           | Survol   | Premier survol réussi de Mercure. Première utilisation de l'assistance gravitationnelle d'une planète pour modifier la vitesse et la trajectoire d'une sonde spatiale. |
| MESSENGER   | Succès     | 2004      | 2011    | 2015 La sonde s'est écrasée    | Orbiteur | Première mise en orbite autour de Mercure (2011) |
| BepiColombo | En transit | 2018      | 2026    | 2027 sauf extension de mission | Orbiteur | |

### Projets à l'étude ou abandonnés
| Projet           | Statut    | Date d'initialisation projet | Date de lancement prévue | Type                    | Notes                                                                               |
| ---------------- | --------- | ---------------------------- | ------------------------ | ----------------------- | ----------------------------------------------------------------------------------- |
| Mercury Observer | Abandonné | 1983                         |                          | Orbiteur                | Faisait partie du Programme Planetary Observer, seul Mars Observer a été concrétisé |
| Mercury-P        | Abandonné | 2008                         |                          | Orbiteur + atterrisseur |                                                                                     |

### Sources
- (en) Paolo Ulivi et David M  Harland, Robotic Exploration of the Solar System Part 1 The Golden Age 1957-1982, Chichester, Springer Praxis, 2007, 534 p. (ISBN 978-0-387-49326-8)Description détaillée  des missions (contexte, objectifs, description technique, déroulement, résultats) des sondes spatiales lancées entre 1957 et 1982.
- (en) Paolo Ulivi et David M. Harland, Robotic exploration of the solar system : Part 4 : the Modern Era 2004-2013, Springer Praxis, 2014, 567 p. (ISBN 978-1-4614-4811-2)